# ISO 3166-2:KP
ISO 3166-2:KP is een ISO-standaard met betrekking tot de zogenaamde geocodes. Het is een subset van de ISO 3166-2 tabel, die specifiek betrekking heeft op Noord-Korea.
De gegevens werden tot op 26 november 2018 geüpdatet op het ISO Online Browsing Platform (OBP). Hier worden 1 speciale stad  -  special city (en) / ville spéciale (fr) / si (ko) - , 9 provincies - province (en) / province (fr) / do (ko) - , 1 hoofdstad - capital city (en) / ville capitale (fr) / chikhalsi (ko) - en 1 metropolitaanse stad  - metropolitan city (en) / ville métropolitaine (fr) / t’ŭkpyŏlsi (ko) - gedefinieerd.
Volgens de eerste set, ISO 3166-1, staat KP voor Noord-Korea, het tweede gedeelte is een tweecijferige code.

## Codes
| Code  | Naam (KPS)     | Naam (McCune-R.) | Categorie     |
| ----- | -------------- | ---------------- | ------------- |
| KP-04 | Chagang-do     | Jakangto         | provincie     |
| KP-08 | Hamkyeongnamto | Hamgyǒng-namdo   | provincie     |
| KP-09 | Hamkyeongpukto | Hamgyǒng-bukto   | provincie     |
| KP-05 | Hwanghainamto  | Hwanghae-namdo   | provincie     |
| KP-06 | Hwanghaipukto  | Hwanghae-bukto   | provincie     |
| KP-07 | Kangweonto     | Kangwǒn-do       | provincie     |
| KP-14 | Nampho         | Namp’o           | provincie     |
| KP-02 | Phyeongannamto | P'yǒngan-namdo   | provincie     |
| KP-03 | Phyeonganpukto | P'yǒngan-bukto   | provincie     |
| KP-01 | Phyeongyang    | P'yǒngyang       | hoofdstad     |
| KP-13 | Raseon         | Rasǒn            | speciale stad |
| KP-10 | Ryangkangto    | Ryanggang-do     | provincie     |